# Балинџер (Тексас)
Балинџер (енгл. Ballinger) град је у америчкој савезној држави Тексас. По попису становништва из 2010. у њему је живело 3.767 становника.

## Демографија
Према попису становништва из 2010. у граду је живело 3.767 становника, што је 476 (11,2%) становника мање него 2000. године.
| Група             | 2000.         | 2010.         |
| Белци             | 2.742 (64,6%) | 2.328 (61,8%) |
| Афроамериканци    | 91 (2,1%)     | 89 (2,4%)     |
| Азијати           | 19 (0,4%)     | 10 (0,3%)     |
| Хиспаноамериканци | 1.327 (31,3%) | 1.294 (34,4%) |
| Укупно            | 4.243         | 3.767         |